# Schrijfplankje van Tolsum
Het schrijfplankje van Tolsum betreft de vondst van een Romeins wastafeltje bij afgravingen in 1914 van een terp in het Friese gehucht Tolsum. Op het grenenhouten plankje was met een metalen stilus in de laag schrijfwas een Latijnse tekst geschreven, waardoor die tekst ook op het hout van het wastafeltje werd ingekerfd.
C.W. Vollgraff, hoogleraar Griekse taal- en letterkunde in Groningen, onderzocht het plankje in 1917. Hij kwam tot de conclusie dat het een akte betrof omtrent de verkoop van een koe tussen een lokale bewoner en een Romein. Na verloop van tijd rezen er echter twijfels of de tekst wel correct ontcijferd was. In 2009 kwam een Nederlands-Engels onderzoeksteam in de Universiteit van Oxford via onder meer geavanceerde digitale fotografie tot de bevinding dat het schrijfplankje een andere tekst bevatte dan tot dan toe bekend was.
De voorlopige lezing is dat het gaat over een tijdens het consulaat van C. Fufius Geminus vermoedelijk op 23 februari 29 n.Chr. opgestelde overeenkomst over de terugbetaling van een geldlening van een onbekende aan een slaaf genaamd Carus. De onbekende zegt toe het geld terug te betalen op een bepaalde tijd en dat eventueel te doen aan een plaatsvervanger van Carus.
Gezien de datering bleek het schrijfplankje van Tolsum de oudst geschreven tekst van Nederland te zijn. Daarbij bevat de tekst de eerste vermelding van een Bataaf, een soldaat in de rol van een van de getuigen bij de overeenkomst.

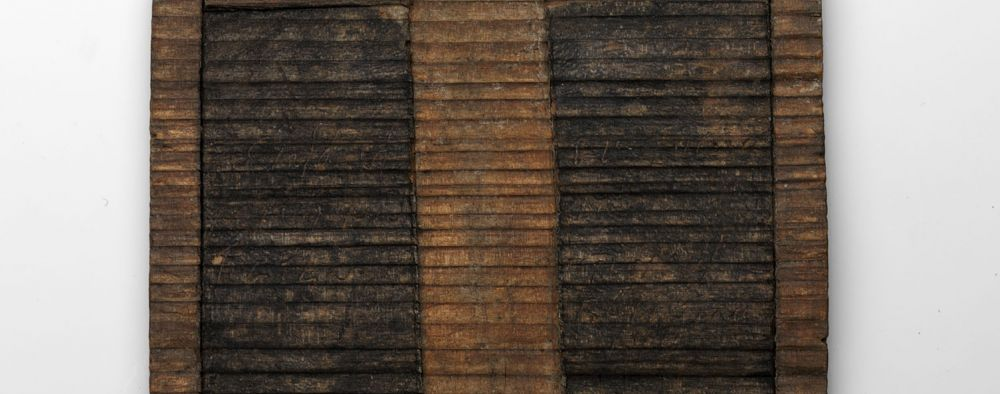
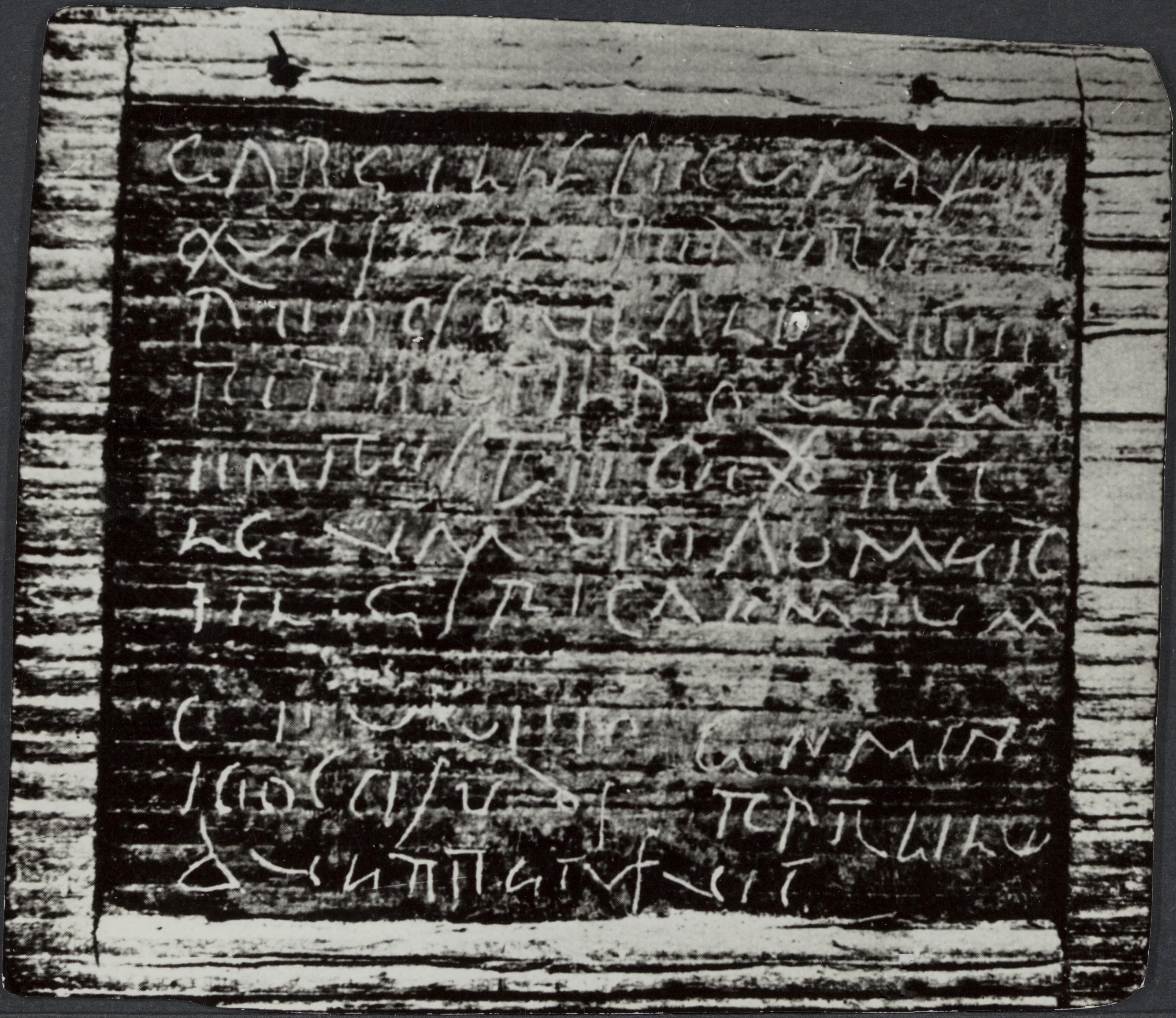
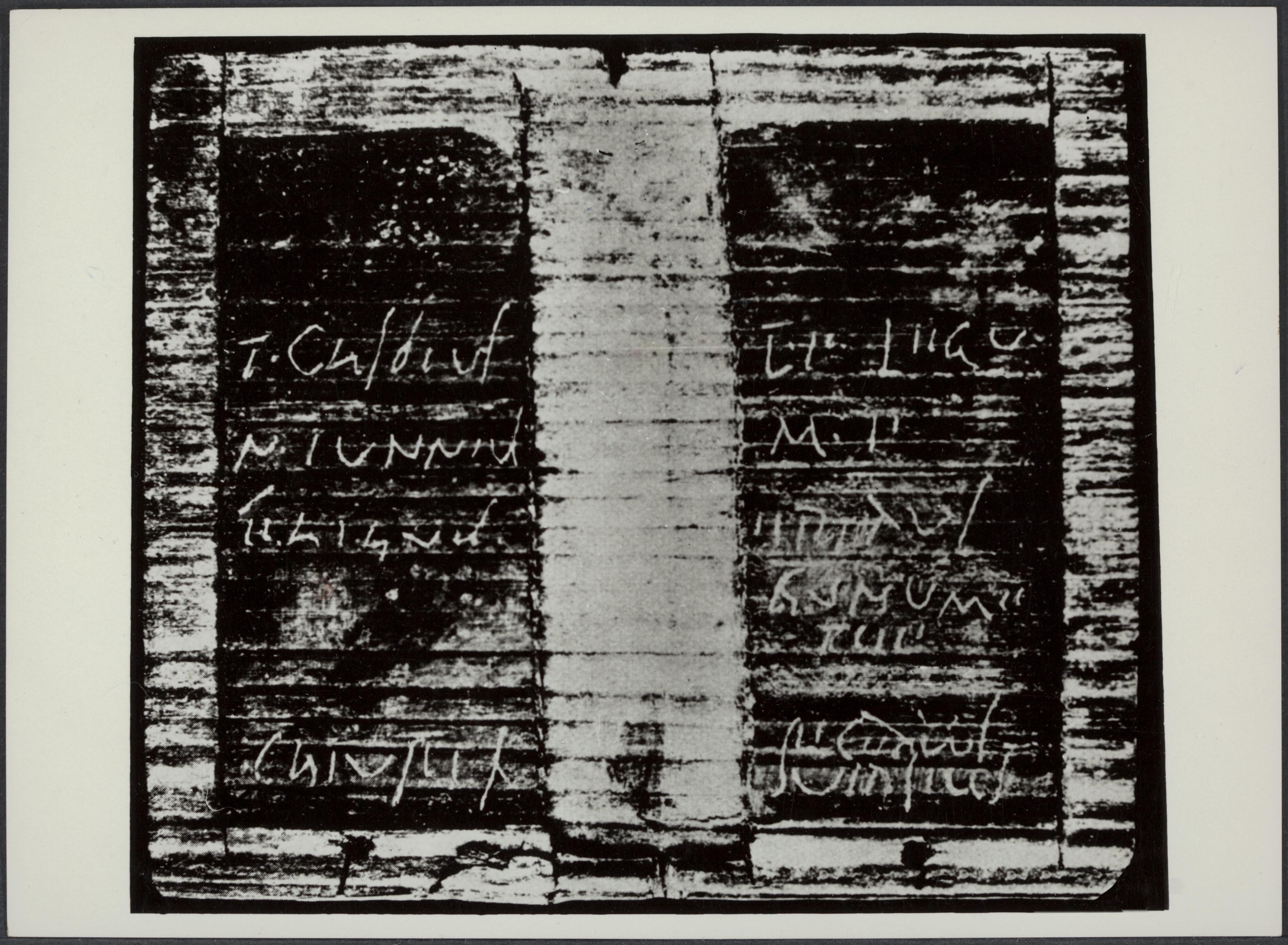